# Ксоврісі
Ксоврісі (груз. ქსოვრისი) — село в Грузії.
За даними перепису населення 2014 року в селі проживає 1268 осіб.